# آرامگاه امامزاده هادی بیدگل
آستانه امامزاده هادی بیدگل مربوط به دوران‌های تاریخی پس از اسلام - دوره قاجار است و در شهرستان آران و بیدگل، بعد از میدان امام خمینی بید گل واقع شده و این اثر در تاریخ ۲۵ اسفند ۱۳۷۹ با شمارهٔ ثبت ۳۶۲۵ به‌عنوان یکی از آثار ملی ایران به ثبت رسیده‌است.